# Vjacseszlav Kazimirovics Lipinszkij
Vjacseszlav Kazimirovics Lipinszkij (ukránul: В'ячеслав Казимирович Липинський; Zaturci, 1882. április 5. – Pernitz, 1931. június 14.) ukrán történész, társadalmi és politikai aktivista, az ukrajnai konzervatizmus ideológusa, az Ukrán Demokratikus-Földműves Párt alapítója. Az Ukrán Állam fennállása idején Ausztriában volt nagykövet.

## Élete
Lipinszkij Zaturciban, a mai Volinyi területen született lengyel nemesi eredetű családban. A gimnáziumot Kijevben végezte el, majd a krakkói Jagelló Egyetemen tanult filozófiát, agronómiát és történelmet. Különösen a katonai ügyek érdekelték, ezeket tanulmányozta. Azok a módszerek érdekelték, amelyekkel az ukrán nemesség formálta az ukrán államiságot. Az első világháború idején az orosz hadsereg tisztje volt, majd az ukrán függetlenségért vívott harcba kapcsolódott be, az Ukrán Állam ausztriai nagyköveteként szolgált, ezt a pozícióját az Ukrán Direktórium idején is megtartotta. Ezután Berlinben és Bécsben élt, az Ukrán Agrárpárt vezetői közé emelkedett, Pavlo Petrovics Szkoropadszkij hetman visszatérését támogatta. 1931-ben Pernitzben, a Wienerwald szanatóriumban hunyt el.

## Nézetei
Konzervatív monarchistaként a populizmus és szocializmus kritikusa volt, nem értett egyet azzal, hogy a Központi Rada és az Ukrán Direktórium a munkásokra és értelmiségiekre támaszkodott. Lipinszkij szerint a függetlenséget a parasztság, burzsoázia és elit vezetésével kellene megvalósítani. Ennek megfelelően az eloroszosított és ellengyelesített nemesség és elit visszacsábításán kellene munkálkodni. Szerinte az ukrán államiság az ukrán lakosság hűségétől függ, nem pedig az etnikai vagy társadalmi helyzettől. Egy ukrán uralkodó, mint például a hetman, szerinte elengedhetetlen a különböző népek és osztályok egyesítésében. Habár ellenezte a demokráciát, ellenfele, Dmitro Ivanovics Doncov totalitárius elképzeléseit is ellenezte.

## Munkái
- Szlachta na Ukrainie. Udział jej w życiu narodu na tle jego dziejów (1909)
- Stanisław Michał Krzyczewski. Z dziejów walki szlachty ukraińskiej w szeregach powstańczych pod wodzą Bohdana Chmielnickiego (1912)
- Z dziejów Ukrainy. Księga pamiątkowa ku czci Włodzimierza Antonowicza, Paulina Święcickiego i Tadeusza Rylskiego, wydana staraniem dr. J. Jurkiewicza, Fr. Wolskiej, Ludw. Siedleckiego i Wacława Lipińskiego (1913)

## Fordítás
- Ez a szócikk részben vagy egészben  a   Vyacheslav Lypynsky című angol Wikipédia-szócikk ezen változatának fordításán alapul.  Az eredeti cikk szerkesztőit annak laptörténete sorolja fel. Ez a jelzés csupán a megfogalmazás eredetét és a szerzői jogokat jelzi, nem szolgál a cikkben szereplő információk forrásmegjelöléseként.